# Olhînove, Rozdilna
Olhînove (în ucraineană Ольгинове) este un sat în comuna Țebrîkove din raionul Rozdilna, regiunea Odesa, Ucraina.

## Demografie
Componența lingvistică a localității Olhînove
     Ucraineană (94,62%)
     Rusă (2,69%)
     Română (1,79%)
     Alte limbi (0,9%)
Conform recensământului din 2001, majoritatea populației localității Olhînove era vorbitoare de ucraineană (94,62%), existând în minoritate și vorbitori de rusă (2,69%) și română (1,79%).